# Фараоань
Фараоань, Фараоані (рум. Faraoani) — комуна у повіті Бакеу в Румунії. До складу комуни входить єдине село Фараоань.
Комуна розташована на відстані 230 км на північ від Бухареста, 15 км на південь від Бакеу, 96 км на південний захід від Ясс, 142 км на північний захід від Галаца, 131 км на північний схід від Брашова.

## Населення
За даними перепису населення 2002 року у комуні проживали 5176 осіб.
Національний склад населення комуни:
| Національність | Кількість осіб | Відсоток |
| -------------- | -------------- | -------- |
| румуни         | 5129           | 99,1%    |
| чанго          | 41             | 0,8%     |
| угорці         | 4              | 0,1%     |
| італійці       | 2              | < 0,1%   |

Рідною мовою назвали:
| Мова       | Кількість осіб | Відсоток |
| ---------- | -------------- | -------- |
| румунську  | 5172           | 99,9%    |
| угорську   | 2              | < 0,1%   |
| італійську | 2              | < 0,1%   |

Склад населення комуни за віросповіданням:
| Релігія       | Кількість осіб | Відсоток |
| ------------- | -------------- | -------- |
| римо-католики | 5143           | 99,4%    |
| православні   | 29             | 0,6%     |
| адвентисти    | 4              | 0,1%     |

## Зовнішні посилання
- Дані про комуну Фараоань на сайті Ghidul Primăriilor [Архівовано 16 вересня 2012 у Wayback Machine.]